# 长舌香竹
长舌香竹（学名：Chimonocalamus longiligulatus）为禾本科方竹属下的一个种。

## 扩展阅读
- 維基物種上的相關：长舌香竹